# Ana Filip
Ana Maria Filip (ur. 20 czerwca 1989 Bukareszcie jako Ana-Maria Căta-Chițiga) – rumuńska koszykarka, posiadająca także francuskie obywatelstwo, reprezentantka tego kraju, występująca na pozycji środkowej.
Pochodzi ze sportowej rodziny. Jest córką koszykarki Cameli Filip oraz rumuńskiego siatkarza, brązowego medalisty olimpijskiego z 1980 – Mariusa Căta-Chițiga.
24 czerwca 2019 dołączyła do Orła Polkowice. 7 lutego 2020 opuściła klub.

## Osiągnięcia
Stan na 14 lutego 2020, na podstawie, o ile nie zaznaczono inaczej.
Drużynowe
- Mistrzyni:
  - Eurocup (2016)
  - Francji (2008, 2009)
  - turnieju Federacji Francuskiej (2008)
- Wicemistrzyni Francji (2011, 2013, 2016)
- Zdobywczyni:
  - Pucharu Francji (2008, 2009, 2013)
  - Superpucharu Francji (2014)
- Finalistka:
  - pucharu:
    - Francji (2018, 2019[5])
    - Polski (2020)[6]

  - superpucharu Francji (2016, 2018[5])
- Uczestniczka rozgrywek:
  - Euroligi (2007–2012, 2015–2017)
  - Eurocup (2012/2013, 2014–2016, 2017/2018)

### Indywidualne
(* – nagrody przyznane przez eurobasket.com)
- Zaliczona do składu honorabl mention ligi francuskiej (2019)*[5]

### Reprezentacja
Seniorek
- Wicemistrzyni Europy (2015)
- Uczestniczka:
  - mistrzostw świata (2014 – 7. miejsce)
  - kwalifikacji do Eurobasketu (2017 – 2. miejsce)

Młodzieżowe
- Mistrzyni Europy U–20 (2009)
- Wicemistrzyni Europy:
  - U–20 (2008)
  - U–16 (2005)
- Brąz mistrzostw Europy U–20 (2007)
- Uczestniczka:
  - mistrzostw Europy:
    - U–18 (2006 – 6. miejsce, 2007 – 7. miejsce)
    - U–16 (2004 – 7. miejsce, 2005)